# Булгур
Булгур (на турски: Bulgur, също и Burghul; на арабски: برغل,), наричан и боргол (Burghol, burghul, borġhol), е зърнена храна, която се приготвя от различни сортове твърда пшеница (T. durum) чрез попарване, изсушаване и натрошаване (грухане). Има сходни имена в езиците на всичките ѝ народи, напр. bollgur на албански, bulgur на турски, πλιγούρι, pligoúri или πουργούρι, pourgoúri на гръцки, gurgur на арамейски и բլղուր (բուլղուր) на арменски.
Вкусът на булгура е лек и приятен. В арабските страни е известен под името джариш (jarish), а в Северна Индия, където се консумира повече пшеница отколкото ориз и булгурът съответно се прави (с обикновен или сладък вкус) от пшеница и овес - като далиа (dalia).
Използва се широко в и средиземноморската, близкоизточната (изключително популярен и в Турция, още от времето на Османската империя, в която получава широко разпространение) и индийската кухня. В България типично ястие е гергьовското агнешко с булгур.

## Приготвяне
Булгурът е пълнозърнеста храна. Обикновено се продава бланширан, изсушен и частично обелен. Различава се от натрошената пшеница по това, че е предварително попарен. Зрънцата на булгура могат да бъдат с различен размер. Според размера се различават два основни вида – köftelik bulgur, който е фин и ситен и се използва при приготвянето на булгурена салата – късър, различни видове кюфтенца и супи, и pilavlık bulgur, който е по-едър и се използва за приготвяне на пилаф и гарнитури. В по-качествените видове булгур всички зрънца са еднакви, което позволява да се сготвят равномерно.

## Хранителна стойност
В сравнение с белия ориз в булгура има повече протеини и фибри. Той е с по-ниски нива на гликемичния индекс и по-високи нива на повечето витамини и минерали.